# Anta da Vila de Arraiolos
Die Anta da Vila de Arraiolos ist eine Megalithanlage knapp 2 km südlich Arraiolos, in der Gemeinde (portugiesisch Freguesia) Arraiolos im gleichnamigen Kreis (portugiesisch Concelho), Distrikt Évora im nördlichen Alentejo.
Anta, Mámoa, Dolmen, Orca und Lapa sind die in Portugal geläufigen Bezeichnungen für die ungefähr 5000 Megalithanlagen, die während des Neolithikums im Westen der Iberischen Halbinsel von den Nachfolgern der Cardial- oder Impressokultur errichtet wurden.

## Denkmalpflege
Die Anta wurde erstmals 1829 in einem englischen Reisebericht abgebildet und bereits 1910 als Monumento Nacional klassifiziert und unter Schutz gestellt. Trotz der frühen Entdeckung fanden mit Ausnahme zweier kleinerer Prospektionen in den Jahren 2005 und 2010 keine weitergehenden archäologischen Untersuchungen der Fundstelle statt.

## Befund
Die Fundstelle ist weitgehend zerstört. Von den ehemals sieben Tragsteinen (Orthostaten) aus Granit der länglich polygonalen Grabkammer mit einem Durchmesser von ca. 5 m sind obertägig nur noch drei stark nach innen geneigte Tragsteine in situ mit einer Höhe von bis zu 2,5 m erhalten. Die übrigen Tragsteine sind z. T. in die Kammer verstürzt oder verloren. Der verstürzte Deckstein ist in zwei Teile gebrochen und zeigt noch eine künstliche Vertiefung.
Hinweise auf einen Korridor oder eine ehemalige Überhügelung (Mámoa) des Grabes haben sich bisher nicht ergeben, doch könnten die noch ausstehenden Ausgrabungen das Bild gegebenenfalls korrigieren.

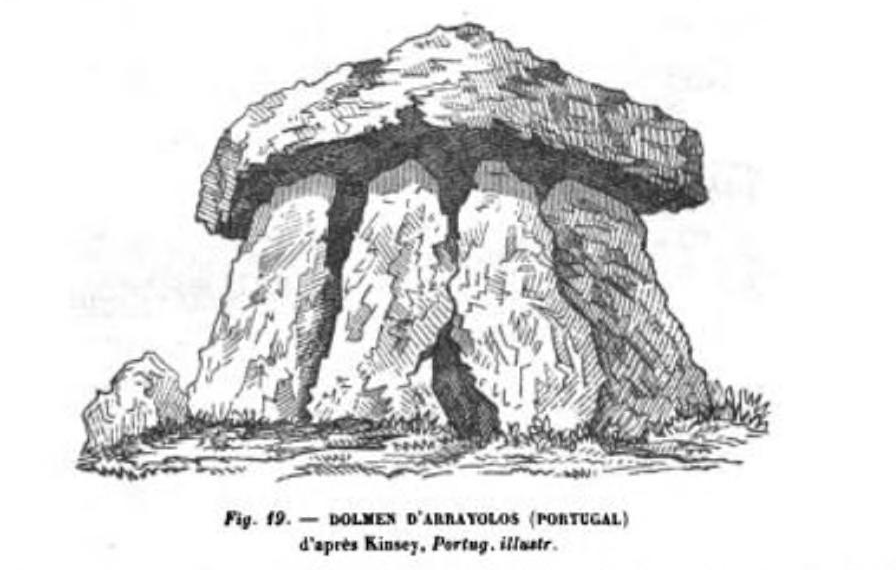
Anta da Vila de Arraiolos (1829)

Aufgrund der schlechten Erhaltung kann die Anta nur grob in den Zeitraum vom Endneolithikum bis in die Kupfersteinzeit (4000–2000 v. Chr.) datiert werden.

## Funde
Über eventuelle Funde liegen bisher keine gesicherten Informationen vor. Möglicherweise kann ein Schleifstein aus dem Museu Nacional de Arqueologia in Lissabon der Fundstelle zugeordnet werden.